# Červený rybník (Choltice)
Červený rybník  o rozloze vodní plochy 1,21 ha se nalézá v přírodní rezervaci Obora Choltice asi 200 m jihozápadně od zámku Choltice v okrese Pardubice. Rybník byl v roce 2016 revitalizován a odbahněn a je využíván pro sportovní rybolov a zároveň představuje spolu s rybníky Zrcadlo a Chrtnickým rybníkem významné biocentrum pro rozmnožování obojživelníků.

## Galerie

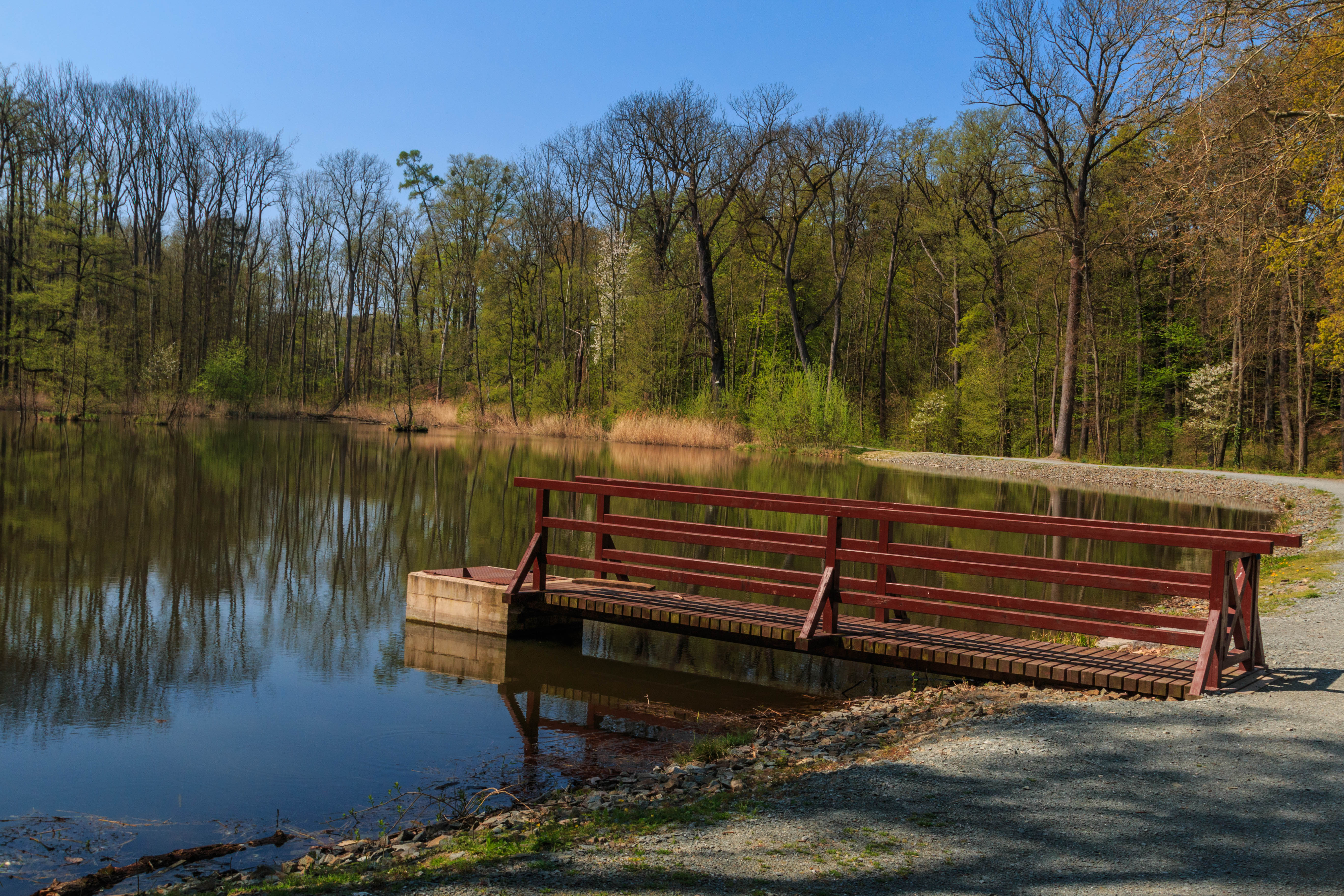
pohled na Červený rybník v oboře Choltice
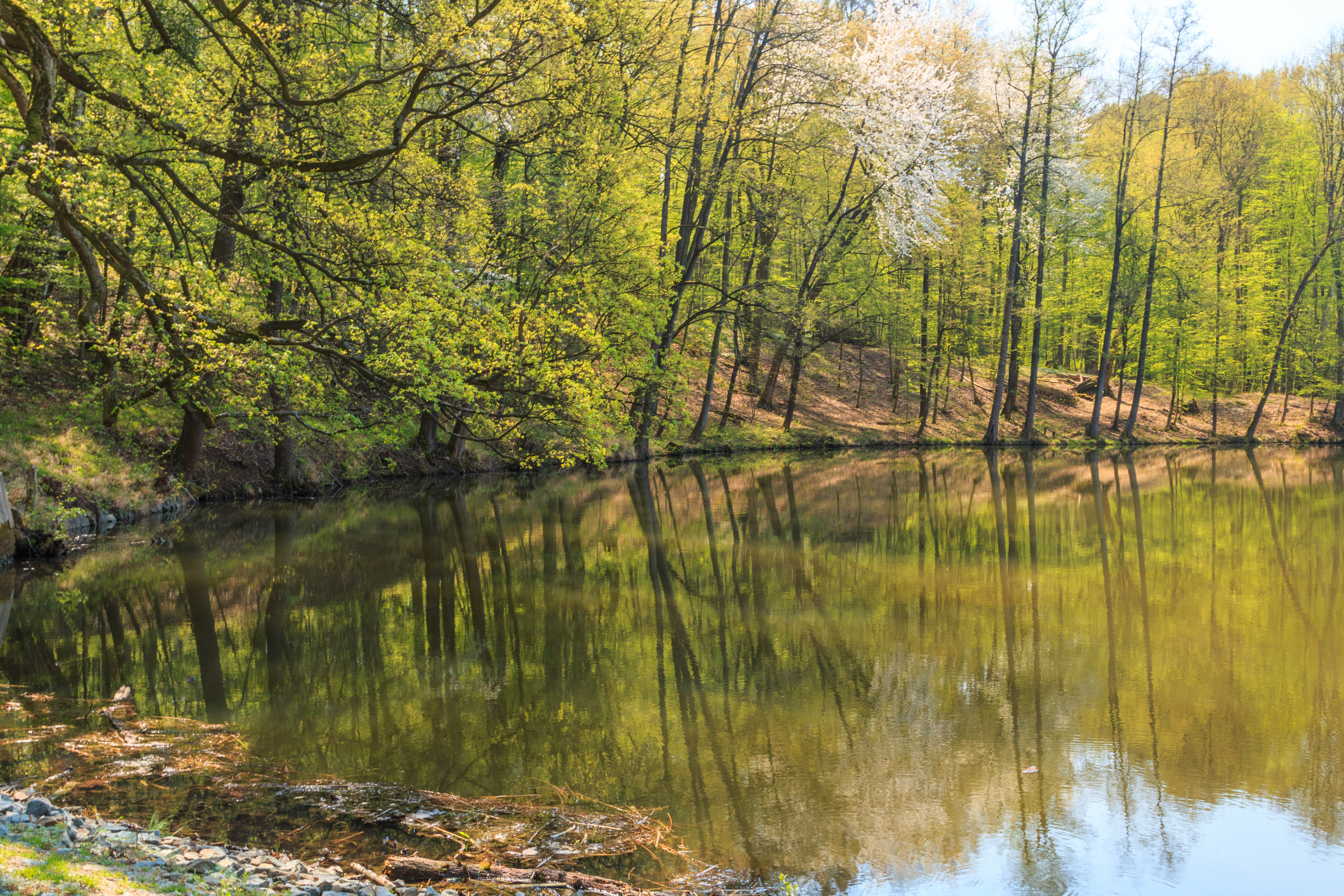
pohled na Červený rybník v oboře Choltice
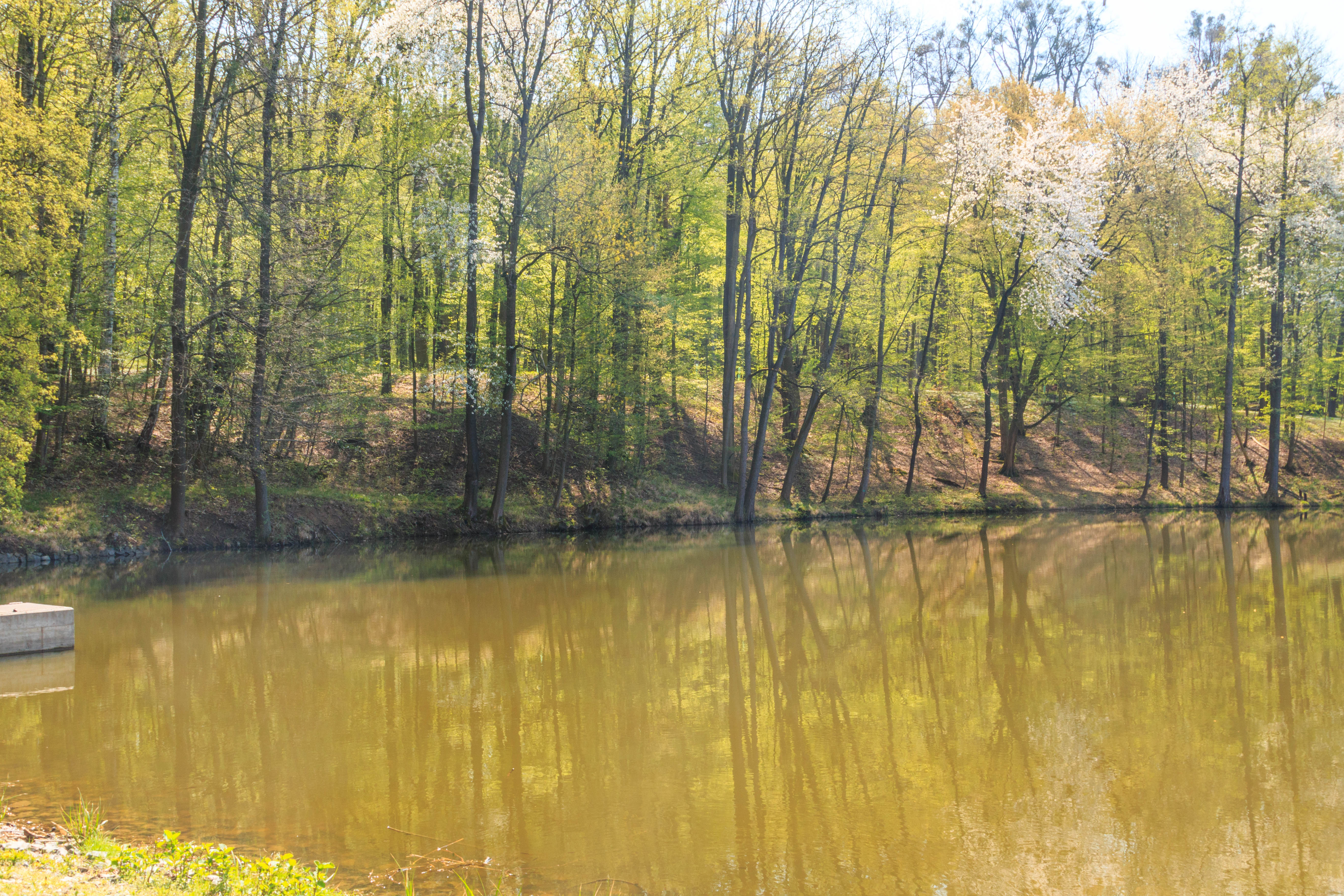
pohled na Červený rybník v oboře Choltice
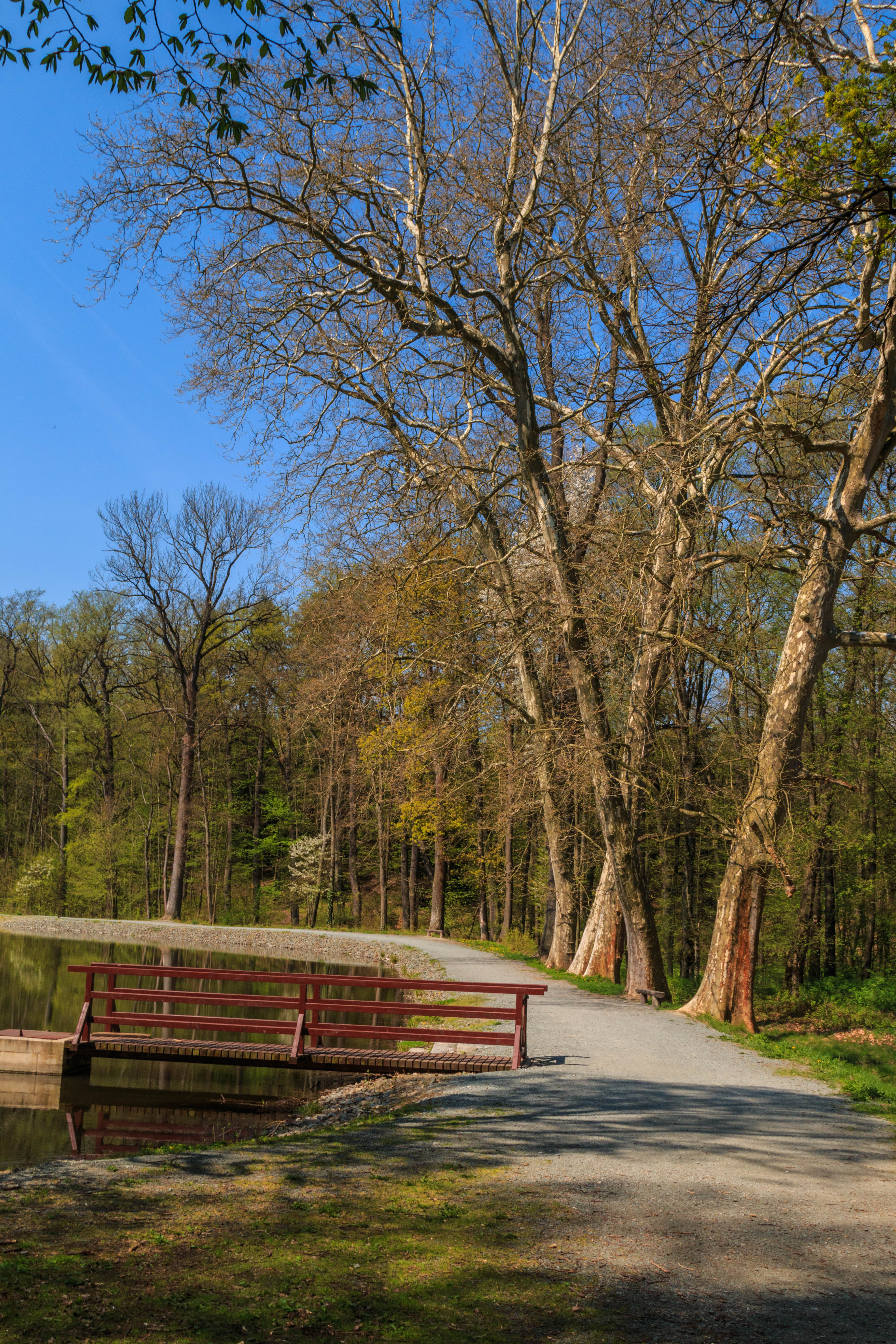
pohled na Červený rybník v oboře Choltice